# Bataille de Kismaayo
Guerre civile somalienne
Batailles
- Force d'intervention unifiée
- Mogadiscio

Guerre civile somalienne (depuis 2006)
- Intervention militaire du Kenya
- 2e Kismaayo
- Buulo Mareer
- Lego
- Janale
- Al-Adde
- Halgan
- Kolbiyow

Attaques d'Al-Shabbaab au Kenya
- Westgate
- Garissa
- Nairobi

La deuxième bataille de Kismaayo se déroule pendant la guerre civile somalienne. En septembre 2012, les forces armées somaliennes et kényanes reprennent le port de Kismaayo, tenu depuis 2008 par le Harakat al-Chabab al-Moudjahidin.

## Déroulement
Début septembre, les armées somaliennes et kényanes ont progressé vers Kismaayo et se sont emparés de plusieurs villages après des combats contre les Shebab. L'imminence de l'attaque pousse 13 000 des 200 000 habitants de Kismaayo à prendre la fuite selon le Haut Commissariat des Nations unies pour les réfugiés,.
Les 25 et 26 septembre, l'armée kényane commence l'attaque en bombardant Kismaayo. Elle affirme que plusieurs batteries antiaériennes sont détruites.
Dans la nuit du 27 au 28, vers minuit, les militaires lancent l'assaut sur la ville. Quatre navires débarquent les soldats sur la plage, ceux-ci engagent le combat au sol, soutenus par des hélicoptères Mil Mi-17 et MD 500. Des avions de chasse F-5 sont également engagés,. Au sol, les militaires disposent entre autres de chars lourds Vickers Mk 3 et de blindés WZ551.
En 24 heures, les assaillants s'emparent du nord de la ville tandis que les forces navales poursuivent leurs bombardements,.
Finalement les Shebab commencent l'évacuation de la ville dans la nuit du 28 au 29, vers minuit. Ils se replient principalement vers la ville de Jilib. Avant l'arrivée des soldats, les zones abandonnées par les islamistes sont envahies par des habitants qui pillent tout ce qu'ils trouvent ; nourriture, meubles, ordinateurs, armes et munitions,.
Les militaires progressent lentement, par crainte des pièges et des bombes dissimulées, le 29 l'aéroport est bombardé. Avant de quitter la ville, les Shebab auraient également distribués des armes à la population, l'appelant à lutter contre l'AMISOM.
Finalement, le 1er octobre, les militaires prennent le contrôle de Kismaayo, une colonne de 450 soldats pénètrent dans le centre de la ville. Concernant les pertes, l'AMISOM déclare que 118 de ses soldats ont été tués et 60 blessés.